# Virginia Markus
Pour les articles homonymes, voir Marcus.
Virginia Markus, née le 20 février 1990 à Genève, est une militante antispéciste suisse. Elle a publié plusieurs ouvrages sur le sujet et les animaux.

## Biographie

### Jeunesse et études
Virginia Markus naît le 20 février 1990 à Genève, d'une mère italo-chinoise et d'un père suisse. Elle est fille unique.
Elle grandit entre le quartier populaire de La Jonction, à Genève, et la campagne nyonnaise, entourée d'animaux (chiens, chats et cochons d'Inde).
Élève modèle jusqu'à ses 12 ans, elle se rebelle à l'adolescence. Elle interrompt avant terme ses études au gymnase de Nyon en filière économie et commerce,. Elle les reprend plus tard en filière socio-pédagogie et obtient finalement sa maturité avec les honneurs. Elle se dirige ensuite vers un bachelor en éducation sociale, qu'elle obtient en 2016 (travail de fin d'études sur les « Conséquences potentielles de l'exposition à la violence conjugale sur les enfants de 7 à 12 ans », prix de la Fondation Bellet).

### Parcours professionnel
Avant ses études en éducation sociale, elle part travailler dans une clinique vétérinaire au Qatar.
De retour en Suisse, elle travaille en tant qu'éducatrice sociale pour l'association Pro Jet à Nyon et pour la commune de Gland auprès d'adolescents et de jeunes adultes en rupture. Son engagement antispéciste, pour lequel elle fait l'objet de poursuites pénales, lui vaut un non-renouvellement de son contrat,,.

### Militantisme
En 2008, elle choisit la voie du végétarisme, puis celle du véganisme en 2014.
Usant de désobéissance civile, elle milite à plusieurs reprises en 2017 et 2018 pour les droits des animaux et filme les maltraitances faites aux animaux dans le petit abattoir de Rolle,,,.
En 2019, elle filme les conditions d'élevages catastrophiques de poules dans des parcs avicoles. Elle dénonce les infrastructures des parcs n'ayant pas de fenêtres et peu de bouches d'aération et le fait que les cadavres de volailles gisent sur le sol, que les excréments des poules stagnent sur place, que les poules sont déplumées à l'arrière train et que leurs poussins sont engraissés jusqu'à atteindre le poids des poules adultes, également engraissées, entraînant la formation de kystes sur leurs pieds.
En 2020, elle est jugée au tribunal de Nyon pour cinq actions menées entre 2017 et 2019. Elle est condamnée à une peine pécuniaire pour plusieurs actions, mais exemptée de peine pour les caméras posées à l'abattoir de Rolle, la Cour ayant reconnu qu'elle a contribué à améliorer les contrôles en matière d'abattage.
Depuis la création du sanctuaire de son association, Virginia Markus a cessé les actions de désobéissance civile pour se consacrer aux missions de l'association.

### Association Co&xister
En 2018, elle crée l'association Co&xister avec son compagnon de l'époque Pierrick Destraz, fils d'Henri Dès. L'association a pour but d'accueillir des animaux d'élevage destinés à être abattu ou des animaux maltraités, de réorienter les personnes travaillant dans des exploitations d'animaux et de former des personnes voulant adopter des animaux provenant d'élevages. Le sanctuaire de l'association se trouve à Frenières-sur-Bex, dans le Chablais vaudois.
En 2021, Virginia Markus se sépare de Pierrick Destraz. Depuis, elle gère seule l'association.
Depuis 2022, les accompagnements à la reconversion pour les éleveurs menés par l'association ont pris de l'ampleur en Suisse romande, grâce aux prises de parole publiques de Stéphane et Valérie Baud, premiers éleveurs à s'être reconvertis avec l'association,. En 2024, elle mène son premier accompagnement à la reconversion d'une éleveuse française en Bretagne.
Dans le même temps, Virginia Markus se mobilise pour que l'association devienne propriétaire du domaine sur lequel se trouve le sanctuaire. Le rachat est finalisé à l'issue d'une campagne de dons relatant l'histoire de Fortuna, une vache issue de l'industrie laitière arrivée au sanctuaire avec de tels ulcères aux pieds qu'elle ne pouvait plus marcher, et que les soins de Virginia Markus ont permis de remettre en forme.

## Publications
- Industrie laitière : Une plaie ouverte à suturer ?, Lausanne, Éditions L'Âge d'Homme, 28 novembre 2017, 247 p. (ISBN 978-2-8251-4718-4, EAN 9782825147184)
- Désobéir avec amour : Manifeste antispéciste, Genève, Labor et Fides, 3 octobre 2018, 82 p. (ISBN 978-2-8309-1671-3, EAN 9782830916713)
- Ce que murmurent les animaux, Montrouge, Groupe Bayard, 10 janvier 2024, 155 p. (ISBN 978-2-227-50149-2, EAN 9782227501492)